# Sant Sadornin
Saint-Saturnin és un municipi francès situat al departament del Puèi Domat i a la regió d'Alvèrnia-Roine-Alps. L'any 2007 tenia 1.141 habitants.

## Demografia

### Població
El 2007 la població de fet de Saint-Saturnin era de 1.141 persones. Hi havia 443 famílies de les quals 123 eren unipersonals (53 homes vivint sols i 70 dones vivint soles), 119 parelles sense fills, 176 parelles amb fills i 25 famílies monoparentals amb fills.
La població ha evolucionat segons el següent gràfic:
Habitants censats

### Habitatges
El 2007 hi havia 548 habitatges, 453 eren l'habitatge principal de la família, 60 eren segones residències i 35 estaven desocupats. 525 eren cases i 23 eren apartaments. Dels 453 habitatges principals, 346 estaven ocupats pels seus propietaris, 90 estaven llogats i ocupats pels llogaters i 17 estaven cedits a títol gratuït; 4 tenien una cambra, 31 en tenien dues, 67 en tenien tres, 113 en tenien quatre i 239 en tenien cinc o més. 306 habitatges disposaven pel capbaix d'una plaça de pàrquing. A 169 habitatges hi havia un automòbil i a 254 n'hi havia dos o més.

### Piràmide de població
La piràmide de població per edats i sexe el 2009 era:
| Homes | Edats   | Dones |
| ----- | ------- | ----- |
| 0     | 95 o +  | 0     |
| 0     | 90 a 94 | 4     |
| 0     | 85 a 89 | 8     |
| 4     | 80 a 84 | 12    |
| 4     | 75 a 79 | 4     |
| 32    | 70 a 74 | 12    |
| 20    | 65 a 69 | 24    |
| 20    | 60 a 64 | 24    |
| 28    | 55 a 59 | 20    |
| 20    | 50 a 54 | 48    |
| 44    | 45 a 49 | 36    |
| 60    | 40 a 44 | 40    |
| 32    | 35 a 39 | 28    |
| 36    | 30 a 34 | 44    |
| 24    | 25 a 29 | 32    |
| 48    | 20 a 24 | 16    |
| 52    | 15 a 19 | 36    |
| 24    | 10 a 14 | 24    |
| 20    | 5 a 9   | 24    |
| 24    | 0 a 4   | 24    |

## Economia
El 2007 la població en edat de treballar era de 736 persones, 592 eren actives i 144 eren inactives. De les 592 persones actives 556 estaven ocupades (303 homes i 253 dones) i 36 estaven aturades (15 homes i 21 dones). De les 144 persones inactives 45 estaven jubilades, 60 estaven estudiant i 39 estaven classificades com a «altres inactius».

### Ingressos
El 2009 a Saint-Saturnin hi havia 468 unitats fiscals que integraven 1.171,5 persones, la mediana anual d'ingressos fiscals per persona era de 20.870 €.

### Activitats econòmiques
Dels 50 establiments que hi havia el 2007, 1 era d'una empresa alimentària, 1 d'una empresa de fabricació d'altres productes industrials, 8 d'empreses de construcció, 9 d'empreses de comerç i reparació d'automòbils, 2 d'empreses de transport, 6 d'empreses d'hostatgeria i restauració, 1 d'una empresa financera, 2 d'empreses immobiliàries, 12 d'empreses de serveis, 6 d'entitats de l'administració pública i 2 d'empreses classificades com a «altres activitats de serveis».
Dels 11 establiments de servei als particulars que hi havia el 2009, 2 eren tallers de reparació d'automòbils i de material agrícola, 2 guixaires pintors, 2 fusteries, 2 electricistes, 1 perruqueria i 2 restaurants.
Dels 2 establiments comercials que hi havia el 2009, 1 era una botiga de menys de 120 m² i 1 una fleca.
L'any 2000 a Saint-Saturnin hi havia 10 explotacions agrícoles que ocupaven un total de 544 hectàrees.

## Equipaments sanitaris i escolars
El 2009 hi havia una escola elemental. Saint-Saturnin disposava d'un col·legi d'educació secundària amb 230 alumnes.

## Poblacions més properes
El següent diagrama mostra les poblacions més properes.